# Cerodontha mellita
Cerodontha mellita este o specie de muște din genul Cerodontha, familia Agromyzidae, descrisă de Spencer în anul 1971. Conform Catalogue of Life specia Cerodontha mellita nu are subspecii cunoscute.